# René Caille
Pour les articles homonymes, voir Caille (homonymie).
René Caille, né le 2 novembre 1925 à Lyon (Rhône) et mort le 16 août 1989 à Lyon (Rhône), est un homme politique français.

## Biographie
Il a été adjoint au maire de Lyon Michel Noir.

## Détail des fonctions et des mandats
Mandats parlementaires
- 25 novembre 1962 - 2 avril 1967 : Député de la 1re circonscription du Rhône
- 12 mars 1967 - 30 mai 1968 : Député de la 1re circonscription du Rhône
- 30 juin 1968 - 1er avril 1973 : Député de la 1re circonscription du Rhône
- 11 mars 1973 - 2 avril 1978 : Député de la 1re circonscription du Rhône
- 19 mars 1978 - 22 mai 1981 : Député de la 1re circonscription du Rhône